# Коннор Мак-Девід
Коннор Ендрю Мак-Девід (англ. Connor Andrew McDavid; *13 січня 1997 Ньюмаркет, Онтаріо, Канада) — канадський хокеїст, гравець команди НХЛ Едмонтон Ойлерз. Володар золотої нагороди та звання MVP чемпіонату світу серед юніорів 2013 року, а також трофею Гарта.

## Ігрова кар'єра

### Хокейна ліга Онтаріо
У сезоні 2011—2012 років Коннор виступав за клуб Торонто Мальборос, котрий є частиною Торонтської ліги (Greater Toronto Hockey League). Надрезультативна гра (більше 2 очок в середньому за гру) проти старших на рік-два суперників, спонукала Макдевіда здійснити подання до канадської федерації хокею (Hockey Canada) з метою отримання «виключного» статусу в Хокейній лізі Онтаріо, що дало б йому змогу дебютувати в ОХЛ на рік раніше. Навесні 2012 року федерація повідомила про задоволення заяви хокеїста. Коннор став лише третім в історії ліги гравцем, котрому вдалося отримати «винятковий» статус (першими були Джон Таварес у 2005 та Аарон Екблад — у 2011 р.).
На драфті новачків ОХЛ (OHL Priority Selection), котрий відбувся 7 квітня 2012 року, Макдевіда було обрано під загальним першим номером командою Ері Отерс. І вже 20 червня гравець підписав контракт зі своїм новим клубом.
У першому сезоні в новій для себе лізі Макдевід провів 63 зустрічі, в яких зумів записати на свій рахунок 66 (25+41) очок, що стало другим показником серед новачків ліги. Хоча це не допомогло його команді потрапити до плей-оф. Однак самого гравця було визнано найкращим новачком ОХЛ, за що він отримав приз сім'ї Еммс.
11 листопада 2014 року, у середині 2-го періоду матчу проти Міссісоги, Макдевід провів сутичку з Брайсоном Сіанфроном. Завдаючи один з ударів, Коннор влучив у борт і зламав одну з кісток п'ястя на своїй правій руці (крайню кістку, що є основою для мізинця). За прогнозами лікарів ця травма мала вивести нападника з гри на 5—6 тижнів.

## На рівні збірних
На початку 2013-го Коннор виступав у складі збірної команди Онтаріо на кубку Виклика, де зумів у 5 зустрічах здобути 9 (6+3) очок. Однак це не допомогло онтарійцям піднятися вище шостої сходинки.
У квітні 2013 року Макдевід був запрошений до лав юніорської (Ю-18) збірної команди Канади для участі в юніорському чемпіонаті світу, що мав відбутися в російському місті Сочі. «Кленові листки» святкували сім перемог у семи матчах, що дало їм змогу виграти золоті нагороди турніру. У цих матчах Коннор зміг записати на свій рахунок 14 (8+6) очок, включаючи два хет-трики (у ворота шведів та чехів), і стати найкращим бомбардиром чемпіонату. Одразу після фінального поєдинку, організатори змагань визнали Макдевіда найціннішим гравцем турніру.

## Статистика

### Клубні виступи
| Сезон     | Клуб            | Ліга      | Регулярний сезон | Регулярний сезон | Регулярний сезон | Регулярний сезон | Регулярний сезон | Плей-оф | Плей-оф | Плей-оф | Плей-оф | Плей-оф |
| Сезон     | Клуб            | Ліга      | І                | Г                | П                | О                | ШХ               | І       | Г       | П       | О       | ШХ      |
| --------- | --------------- | --------- | ---------------- | ---------------- | ---------------- | ---------------- | ---------------- | ------- | ------- | ------- | ------- | ------- |
| 2012–13   | Ері Отерс       | ОХЛ       | 63               | 25               | 41               | 66               | 36               | —       | —       | —       | —       | —       |
| 2013–14   | Ері Отерс       | ОХЛ       | 56               | 28               | 71               | 99               | 20               | 14      | 4       | 15      | 19      | 2       |
| 2014–15   | Ері Отерс (К)   | ОХЛ       | 47               | 44               | 76               | 120              | 48               | 20      | 21      | 28      | 49      | 12      |
| 2015–16   | Едмонтон Ойлерз | НХЛ       | 45               | 16               | 32               | 48               | 18               | —       | —       | —       | —       | —       |
| 2016–17   | Едмонтон Ойлерз | НХЛ       | 82               | 30               | 70               | 100              | 26               | 13      | 5       | 4       | 9       | 2       |
| 2017–18   | Едмонтон Ойлерз | НХЛ       | 82               | 41               | 67               | 108              | 26               | —       | —       | —       | —       | —       |
| 2018–19   | Едмонтон Ойлерз | НХЛ       | 78               | 41               | 75               | 116              | 20               | —       | —       | —       | —       | —       |
| 2019–20   | Едмонтон Ойлерз | НХЛ       | 64               | 34               | 63               | 97               | 28               | 4       | 5       | 4       | 9       | 2       |
| 2020–21   | Едмонтон Ойлерз | НХЛ       | 56               | 33               | 72               | 105              | 20               | 4       | 1       | 3       | 4       | 0       |
| 2021–22   | Едмонтон Ойлерз | НХЛ       | 80               | 44               | 79               | 123              | 45               | 16      | 10      | 23      | 33      | 10      |
| 2022–23   | Едмонтон Ойлерз | НХЛ       | 82               | 64               | 89               | 153              | 36               | 12      | 8       | 12      | 20      | 0       |
| 2023–24   | Едмонтон Ойлерз | НХЛ       | 76               | 32               | 100              | 132              | 30               | 25      | 8       | 34      | 42      | 10      |
| НХЛ разом | НХЛ разом       | НХЛ разом | 645              | 335              | 647              | 982              | 249              | 74      | 37      | 80      | 117     | 24      |

### Міжнародні виступи
| Турнір             | Команда                  | Місце | І  | Г  | П  | О  |
| ------------------ | ------------------------ | ----- | -- | -- | -- | -- |
| Кубок виклику 2013 | Онтаріо Ю-17             | 5     | 6  | 3  | 9  | 2  |
| ЮЧС 2013           | Канада Ю-18              | 7     | 8  | 6  | 14 | 2  |
| МЧС 2014           | Канада Ю-20              | 7     | 1  | 3  | 4  | 4  |
| МЧС 2015           | Канада                   | 7     | 3  | 8  | 11 | 0  |
| ЧС 2016            | Канада                   | 10    | 1  | 8  | 9  | 6  |
| КС 2016            | Збірна Північної Америки | 3     | 0  | 3  | 3  | 4  |
| ЧС 2018            | Канада                   | ЧС    | 10 | 5  | 12 | 17 |
| Молодіжна збірна   | Молодіжна збірна         | 21    | 12 | 17 | 29 | 6  |
| Національна збірна | Національна збірна       | 23    | 6  | 23 | 29 | 20 |